# Distrito electoral de Speiser (condado de Richardson, Nebraska)
Speiser (en inglés: Speiser Precinct) es un distrito electoral ubicado en el condado de Richardson en el estado estadounidense de Nebraska. En el Censo de 2010 tenía una población de 89 habitantes y una densidad poblacional de 0,95 personas por km².

## Geografía
Speiser se encuentra ubicado en las coordenadas 40°2′16″N 95°56′57″O / 40.03778, -95.94917. Según la Oficina del Censo de los Estados Unidos, Speiser tiene una superficie total de 93.6 km², de la cual 93.59 km² corresponden a tierra firme y (0.01%) 0.01 km² es agua.

## Demografía
Según el censo de 2010, había 89 personas residiendo en Speiser. La densidad de población era de 0,95 hab./km². De los 89 habitantes, Speiser estaba compuesto por el 100% blancos, el 0% eran afroamericanos, el 0% eran amerindios, el 0% eran asiáticos, el 0% eran isleños del Pacífico, el 0% eran de otras razas y el 0% pertenecían a dos o más razas. Del total de la población el 0% eran hispanos o latinos de cualquier raza.